# Keith Wailoo
Keith A. Wailoo est un historien américain. Il est actuellement professeur d'histoire et d'affaires publiques à l'Université Henry Putnam et président du département d'histoire de l'Université de Princeton. Ses recherches se situent à l’intersection de l’histoire et de la politique de santé, se concentrant souvent sur les politiques de santé, l’élaboration de la politique en matière de médicaments et les implications sociales de la politique de santé. 

## Biographie
Wailoo obtient un doctorat en histoire et sociologie des sciences de l'Université de Pennsylvanie et une licence en génie chimique de l'Université Yale. Avant d'arriver à Princeton, il enseigne à l'Université de Caroline du Nord à Chapel Hill, à l'Université Harvard, à l'Université Rutgers et au Centre d'études avancées en sciences du comportement.
En 2021, il reçoit le Prix Dan-David. Il est élu membre de l'Académie américaine des arts et des sciences en 2021.

## Publications
- Pushing Cool: Big Tobacco, Racial Marketing, and the Untold Story of the Menthol Cigarette (University of Chicago Press, 2021)
- Pain: A Political History (Johns Hopkins University Press, 2015)
- How Cancer Crossed the Color Line (Oxford University Press, 2011)
- Katrina's Imprint: Race and Vulnerability in America (Rutgers University Press, 2010)
- Three Shots at Prevention: The HPV Vaccine and the Politics of Medicine's Simple Solutions (Johns Hopkins University Press, 2010)
- The Troubled Dream of Genetic Medicine: Ethnicity and Innovation in Tay–Sachs, Cystic Fibrosis, Sickle Cell Disease (Johns Hopkins University Press, 2006)
- A Death Retold: Jesica Santillan, the Bungled Transplant, and Paradoxes of Medical Citizenship (University of North Carolina Press, 2006)
- Dying in the City of the Blues: Sickle Cell Anemia and the Politics of Race and Health (University of North Carolina Press, 2001)
- Drawing Blood: Technology and Disease Identity in Twentieth Century America (Johns Hopkins University Press, 1997)